# 2693 Yan'an
2693 Yan'an је астероид главног астероидног појаса са средњом удаљеношћу од Сунца која износи 2,238 астрономских јединица (АЈ).
Апсолутна магнитуда астероида је 13,3.